# 布德拉达
布德拉达（Budhlada），是印度旁遮普邦Mansa县的一个城镇。总人口23499（2001年）。

## 人口
该地2001年总人口23499人，其中男性12423人，女性11076人；0—6岁人口3099人，其中男1702人，女1397人；识字率67.64%，其中男性为72.79%，女性为61.85%。